# هوشالب
هوشالب (بالإنجليزية: Hochalp)‏ هو أحد جبال سلسلة جبال الألب أبينزيل وجزء من القمة الأم Hinterfallenchopf (هنترفالنشوبف) يقع في كانتون أبينزيل أوسيرهودن, سويسرا. يبلغ ارتفاع الجبل حوالي 1530 متر، بينما يبلغ ارتفاع نتوء الجبل 260 متر.